# Ihumenowo
Ihumenowo – dawny folwark, obecnie część wsi Paszki na Białorusi, w obwodzie witebskim, w rejonie szarkowszczyńskim, w sielsowiecie Radziuki.

## Historia
W czasach zaborów wieś i dobra w gminie Ihumenowo, w powiecie dzisieńskim, w guberni wileńskiej Imperium Rosyjskiego. Pod koniec XIX wieku własność hrabiny Przeździeckiej.
W latach 1921–1945 folwark leżał w Polsce, w województwie wileńskim, w powiecie dziśnieńskim, w Ihumenowo.
Według Powszechnego Spisu Ludności z 1921 roku zamieszkiwało tu 31 osób, 2 były wyznania rzymskokatolickiego a 29 prawosławnego. Jednocześnie 9 mieszkańców zadeklarowało polską a 22 białoruską przynależność narodową. Były tu 4 budynki mieszkalne. W 1931 w 1 domu zamieszkiwało 11 osób.
Wierni należeli do parafii prawosławnej w Szkuncikach. Miejscowość podlegała pod Sąd Grodzki w Łużkach i Okręgowy w Wilnie; właściwy urząd pocztowy mieścił się w Hermanowiczach.
W wyniku napaści ZSRR na Polskę we wrześniu 1939 miejscowość znalazła się pod okupacją sowiecką. 2 listopada została włączona do Białoruskiej SRR. Od czerwca 1941 roku pod okupacją niemiecką. W 1944 miejscowość została ponownie zajęta przez wojska sowieckie i włączona do Białoruskiej SRR.
Od 1991 w składzie niepodległej Białorusi.